# Игор Денисов
Игор Владимирович Денисов (рус. И́горь Влади́мирович Дени́сов; 17. мај 1984) бивши је руски фудбалер који је играо на позицији дефанзивног везног играча.

## Успеси
Зенит Санкт Петербург
- Премијер лига Русије: 2007, 2010, 2011/12.
- Куп Русије: 2009/10.
- Суперкуп Русије: 2008, 2011.
- Лига куп Русије: 2003.
- Куп УЕФА: 2007/08.
- УЕФА суперкуп: 2008.

Локомотива Москва
- Премијер лига Русије: 2017/18.
- Куп Русије: 2016/17, 2018/19.